# 戸口幸策
戸口 幸策（とぐち こうさく、1927年12月9日 - 2016年9月17日）は、日本の音楽学者、成城大学名誉教授。専門はイタリア音楽史。別名、あずさ・まゆみ。

## 来歴
和歌山県生まれ。1953年東京大学経済学部卒。イタリアで音楽学を学び、1964年成城大学助教授、教授、1998年定年退任、名誉教授。
和歌山県文化賞受賞。1979年イタリア政府よりカヴァリエーレ（ナイト）勲章授与。1996年『オペラの誕生』で京都音楽賞受賞。

## 著書
- 『イタリアオペラの魅力』（日本放送出版協会 (NHK音楽シリーズ) 1981年）
- 『音の波間で』（音楽之友社 1987年）
- 『オペラの誕生』（東京書籍 1995年 のち平凡社ライブラリー 2006年）

監修
- 『オペラ事典』森田学共監修 東京堂出版 2013

### 翻訳
- 『オペラ対訳シリーズ 第2 フィガロの結婚』（ボーマルシェ原作 ダ・ポンテ台本 音楽之友社 1963年）
- 『ロマン・ロラン全集 第20 音楽研究 第1』（みすず書房 1965年）
- フィリップ・ヴァン・チーゲム『イタリア演劇史』（戸口智子、戸張智雄共訳 白水社 (文庫クセジュ) 1966年）
- D.J.グラウト『西洋音楽史』（服部幸三共訳 音楽之友社 (ノートン音楽史シリーズ) 1969年-1971年）
- ロラン・ド・カンデ『ヴィヴァルディ』（白水社 (永遠の音楽家 10) 1970年）
- 『歌劇「ノルマ』（ベルリーニ作曲 日本放送出版協会 (オペラ対訳選書) 1971年）
- ノルベール・デュフルク『フランス音楽史』（遠山一行、平島正郎共訳 白水社 1972年、新装2009年）
- グリエルモ・バルブラン編著『イタリアのモーツァルト』（音楽之友社 (モーツァルト叢書) 1978年）
- デニス・アーノルド『モンテヴェルディ』（後藤暢子共訳 みすず書房 1983年）
- ドナルド・ジェイ・グラウト、クロード・V・パリスカ『新西洋音楽史』（津上英輔、寺西基之共訳 音楽之友社 1998年-2001年）
- 『蝶々夫人』（ジョゼッペ・ジャコーザ、ルイージ・イッリカ（プッチーニ曲）音楽之友社 (オペラ対訳ライブラリー) 2003年）

## 論文
- <戸口幸策